# Hookeriopsis luteorufescens
Hookeriopsis luteorufescens là một loài Rêu trong họ Hookeriaceae. Loài này được (Besch.) A. Jaeger mô tả khoa học đầu tiên năm 1877.